# Louise af Savoyen
 Der er for få eller ingen kildehenvisninger i denne artikel, hvilket er et problem. Du kan hjælpe ved at angive troværdige kilder til de påstande, som fremføres i artiklen.

Louise af Savoyen (11. september 1476 – 22. september 1531) var en fransk adelskvinde, der var regerende hertuginde af Auvergne og Bourbon, Hertuginde af Nemours og moder til Kong Frans 1. af Frankrig.
Louise var datter af Hertug Filip 2. af Savoyen og blev som 12-årig gift med Grev Karl af Angoulême, et medlem af den franske kongefamilie. Hun var politisk aktiv og fungerede som regent i Frankrig i 1515, 1525-1526 og i 1529.